# FC Meralco Manila
FC Meralco Manila, anteriormente conhecido como Loyola Meralco Sparks Football Club, foi um clube de futebol com sede em Manila, Filipinas. A equipe competia no Campeonato Filipino de Futebol.

## História
O clube foi fundado em 2006. Em 2017 o clube altera de nome para FC Meralco Manila. Em 8 de janeiro de 2018 o clube anunciou que encerraria as suas atividade.

## Títulos
Campeonato de Manila: 1 (2015)
 Copa da Liga: 1 (2013)